# Матје Гребиј
Матје Гребиј (фр. Mathieu Grébille; Париз, 6. октобар 1991) француски је рукометаш и репрезентативац који тренутно игра за француског прволигаша Париз Сен Жермен на позицији левог бека.
Гребиј је 2010. године као деветнаестогодишњак потписао за француског великана Монпеље где игра и дан данас. Са Монпељеом је 2018. године освојио ЕХФ Лигу шампиона. За Француску репрезентацију је дебитовао 2012. године са којом је освојио злато на Светском првенству 2015. у Катару и на Европском првенству 2014. у Данској, сребро на Олимпијским играма 2016. у Рио де Жанеиру и бронзу на Светском првенству 2019. у Данској и Њемачкој.

## Клупски профеји

### Монпеље
- ЕХФ Лига шампиона: 2018.
- Првенство Француске: 2010, 2011, 2012.
- Куп Француске: 2010, 2012, 2013, 2016.
- Лига куп Француске: 2010, 2011, 2012, 2014, 2016.
- Суперкуп Француске: 2010, 2011, 2018.